# Volné sdružení obcí Ragusa
Volné sdružení obcí Ragusa (Libero consorzio comunale di ragusa) je italský správní celek druhé úrovně v autonomní oblasti Sicílie. Vznikla ze stejnojmenné provincie 4. srpna 2015. Na jihu její břehy omývá Středozemní moře. Sousedí na severu s metropolitním městem Catania, na severozápadě s volným sdružením obcí Caltanissetta a na východě s volným sdružením obcí Siracusa.